# La Noria, Espinal
La Noria är en ort i Mexiko.   Den ligger i kommunen Espinal och delstaten Veracruz, i den sydöstra delen av landet, 190 km nordost om huvudstaden Mexico City. La Noria ligger 99 meter över havet och antalet invånare är 898.
Terrängen runt La Noria är varierad. Runt La Noria är det ganska tätbefolkat, med 149 invånare per kvadratkilometer. Närmaste större samhälle är Coxquihui, 10,5 km söder om La Noria. Omgivningarna runt La Noria är en mosaik av jordbruksmark och naturlig växtlighet.